# Schloss Spaur
Koordinaten: 47° 50′ 31,1″ N, 13° 15′ 0,2″ O

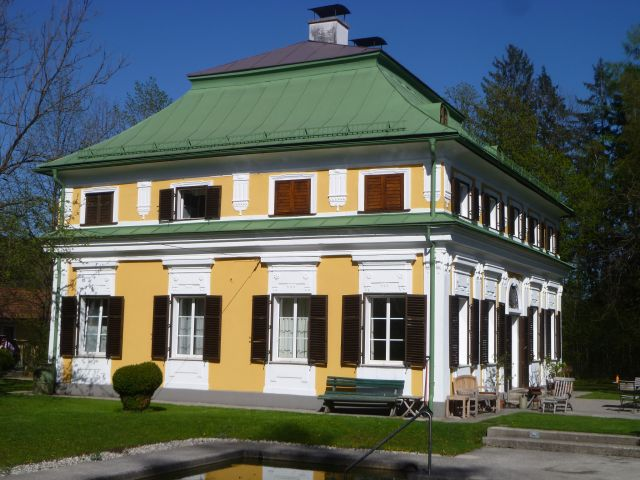
Spaur Schlössl in Thalgau, die Villa entstand 1935

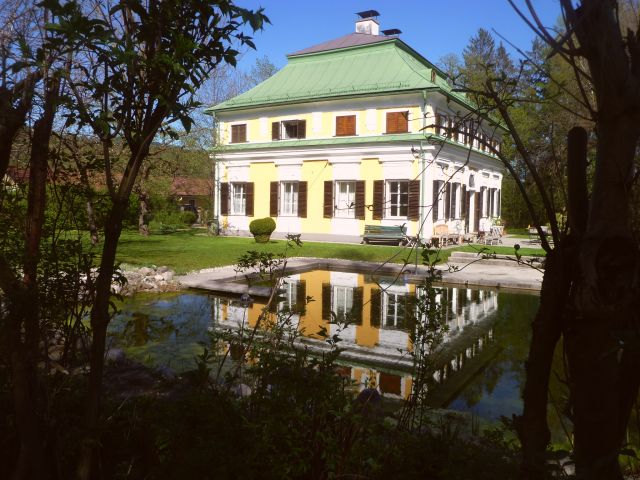
Spaur Schlössl mit Teichanlage

Das Schloss Spaur befindet sich in der Gemeinde Thalgau im Flachgau des Bundeslandes Salzburg. 

## Geschichte
Als Schloss Spaur wird das Haus Nr. 27 (alte Nummerierung) in Thalgau bezeichnet, nach einer anderen Quelle soll dies aber das Haus Nr. 112 in Thalgau sein.
Gemeint ist die „Behausung und Eisenhammerwerk“ mit Herrenhaus, die um 1400 im Besitz von Vlrich Kirchpuchler war. 1669 folgten die Tanzperger, ab 1730 die Handelsherrn Poschinger und 1829 Ludwig Graf von Dennhof, verehelicht mit Antonia Gräfin von Thurn und Taxis. Es folgten 1855 Josef und Anna Zeller, 1871 Anna von Imhof, bis 1879 Philipp Graf von Spaur den Besitz erwarb. 

## Schloss Spaur heute
Die heutige Villa in der Franz Schoosleitner Straße 17 von Thalgau entstand 1935. Sie ist zweigeschoßig und mit einem doppelten Walmdach versehen. Ein kleiner Park mit Teichanlage umgibt das Gebäude.